# 太平洋短壶藓
太平洋短壶藓（学名：Splachnobryum pacificum）为壶藓科短壶藓属下的一个种。